# Caroline Gillmer
Caroline Gillmer (Austrália, 1955) é uma atriz australiana de televisão,cinema e teatro.

## Vida e carreira
Gillmer começou sua carreira no teatro e teve um de seus primeiros papéis televisivos na série The Sullivans, em 1979. Continuou atuando em outras séries, incluindo as soap operas australianas Neighbours (Network 10), na qual interpretou Cheryl Stark durante três anos, e Home and Away (Seven Network), em papel recorrente. Interpretou uma personagem coadjuvante em Bed of Roses (ABC) e estrelou como a personagem recorrente Judy Moran durante a primeira temporada de Underbelly (Nine Network). No cinema, destaca-se sua atuação como protagonista no longa-metragem Hotel Sorrento (1995), adaptação da peça homônima também estrelada por ela.

## Filmografia

### Cinema
| Ano  | Título                | Papel                      | Notas                  | Ref.  |
| ---- | --------------------- | -------------------------- | ---------------------- | ----- |
| 1982 | Fighting Back         | Rosemary                   |                        | [ 5 ] |
| 1985 | An Indecent Obsession | Sally Dawkins              |                        | [ 5 ] |
| 1988 | Evil Angels           | Amy Whittaker (Ayers Rock) | tcc. A Cry in the Dark | [ 5 ] |
| 1995 | Hotel Sorrento        | Hilary Moynihan            |                        | [ 5 ] |
| 1997 | Paws                  | Susie Arkwright            |                        | [ 5 ] |
| 2000 | The Monkey's Mask     | Barbara Brach              |                        | [ 5 ] |
| 2000 | Muggers               | Enfermeira Armstrong       |                        | [ 5 ] |

### Televisão
| Ano     | Título                                 | Papel            | Notas                                   | Ref.   |
| ------- | -------------------------------------- | ---------------- | --------------------------------------- | ------ |
| 1977    | Bluey                                  | Tracy Carter     | Episódio: "Witness"                     | [ 6 ]  |
| 1979    | The Sullivans                          |                  | Telessérie                              | [ 3 ]  |
| 1980-84 | Prisoner                               | Helen Smart      | Recorrente                              | [ 1 ]  |
| 1983    | Carson's Law                           | Sra. Doris Walsh | Episódio: "On the Fence"                | [ 7 ]  |
| 1983    | Starting Out                           | Eleanor Harris   | Telessérie                              | [ 4 ]  |
| 1984    | All the Rivers Run                     | Mabel Blakeney   | Minissérie                              | [ 8 ]  |
| 1984    | High Country                           | Marge            | Telefilme                               | [ 9 ]  |
| 1984    | Matthew and Son                        | Gloria Doran     | Telefilme                               | [ 10 ] |
| 1986    | Cyclone Tracy                          | Little Caroline  | Minissérie                              | [ 11 ] |
| 1987    | A Country Practice                     | Sheila Simpson   | Episódio: "Keep on Truckin'" (2 partes) | [ 12 ] |
| 1988    | The Gerry Connolly Show                | Robin            | Telessérie                              | [ 4 ]  |
| 1989    | The Magistrate                         | Sandy            | Minissérie                              | [ 13 ] |
| 1991    | Brides of Christ                       | Irmã Philomena   | Minissérie                              | [ 14 ] |
| 1991    | G.P.                                   | Maggie West      | Episódio: "The Right to Write"          | [ 15 ] |
| 1993    | Seven Deadly Sins                      |                  | Episódio: "Greed"                       | [ 16 ] |
| 1993    | The Flood: Who Will Save Our Children? | Susan            | Telefilme                               | [ 8 ]  |
| 1993-96 | Neighbours                             | Cheryl Stark     | Recorrente                              | [ 1 ]  |
| 1998    | Good Guys Bad Guys                     | Siobhan Starret  | Episódio: "Elvis Lives"                 | [ 17 ] |
| 2001    | Halifax f.p.                           | Roseanne         | Episódio: "The Scorpion's Kiss"         | [ 18 ] |
| 2002    | MDA                                    | Dra. Joan Barty  | Telessérie                              | [ 4 ]  |
| 2008    | Underbelly                             | Judy Moran       | Temporadas 1                            | [ 1 ]  |
| 2008-11 | Bed of Roses                           | Marg Braithwaite | Temporadas 1 e 2                        | [ 1 ]  |
| 2017    | Home and Away                          | Peggy King       | Recorrente                              | [ 19 ] |
| 2017    | Offspring                              | Jill Crew        | Temporada 7                             | [ 20 ] |
| 2021    | Lie With Me                            | Cynthia Fallmont | Minissérie                              | [ 21 ] |

## Prêmios e indicações
| Ano  | Premiação                        | Categoria                                     | Produção       | Resultado | Ref.   |
| ---- | -------------------------------- | --------------------------------------------- | -------------- | --------- | ------ |
| 1995 | Australian Film Institute Awards | Melhor Desempenho de Atriz em Papel Principal | Hotel Sorrento | Indicada  | [ 22 ] |